# Hämäläis-Osakunta
Hämäläis-Osakunta (förkortat HO, svenska: "Tavastlands nation") är en finskspråkig studentnation vid Helsingfors universitet grundad 1653.

## Vännationer
- sedan 1929: Korp! Sakala, Tartu
- sedan 1930: Korp! Filiae Patriae, Tartu
- sedan 1941: Uplands nation, Uppsala
- sedan ca. 1990: Lunds nation, Lund
- sedan 2007: Korp! Neo-Lithuania, Kaunas

## Inspektorer
- Simon Tolpo 1680
- Johan Munster 1694
- Lars Alstrin 1723-1727
- Anders Bergius 1729-1740
- Johan Browallius 1740-1751
- Karl Abraham Clewberg 1751-1765
- Pehr Adrian Gadd 1765-1794
- Karl Niklas Hellenius 1794-1816
- Gabriel Palander 1816-1821
- Johan Henrik Avellan 1821-1832
- Axel Gabriel Sjöström 1833-1842
- Axel Adolf Laurell 1842-1851
- Johan Philip Palmén1851-1852
- Studentnationerna var förbjudna åren 1852-1868
- Anders Wilhelm Ingman 1868-1871
- Zacharias Joakim Cleve 1871-1882
- Johan Julius Frithiof Perander 1882-1885
- Johan Richard Danielson-Kalmari 1886-1903
- Carl Allan Serlachius 1903-1906
- Juho Jaakko Karvonen 1906-1913
- Viktor Hugo Suolahti 1913-1923
- Antti Agathon Tulenheimo 1923-1926
- Gunnar Wilhelm Suolahti 1926-1930
- Väinö Auer
- L.A. Puntila
- Juhani Paatela
- Antti Suviranta 1969-1972
- Matti Antila 1974-1979
- Aulis Aarnio
- Timo Konstari
- Matti Rissanen
- Hely Tuorila 2000-2006
- Petri Pellikka 2006-